# Volvo 164

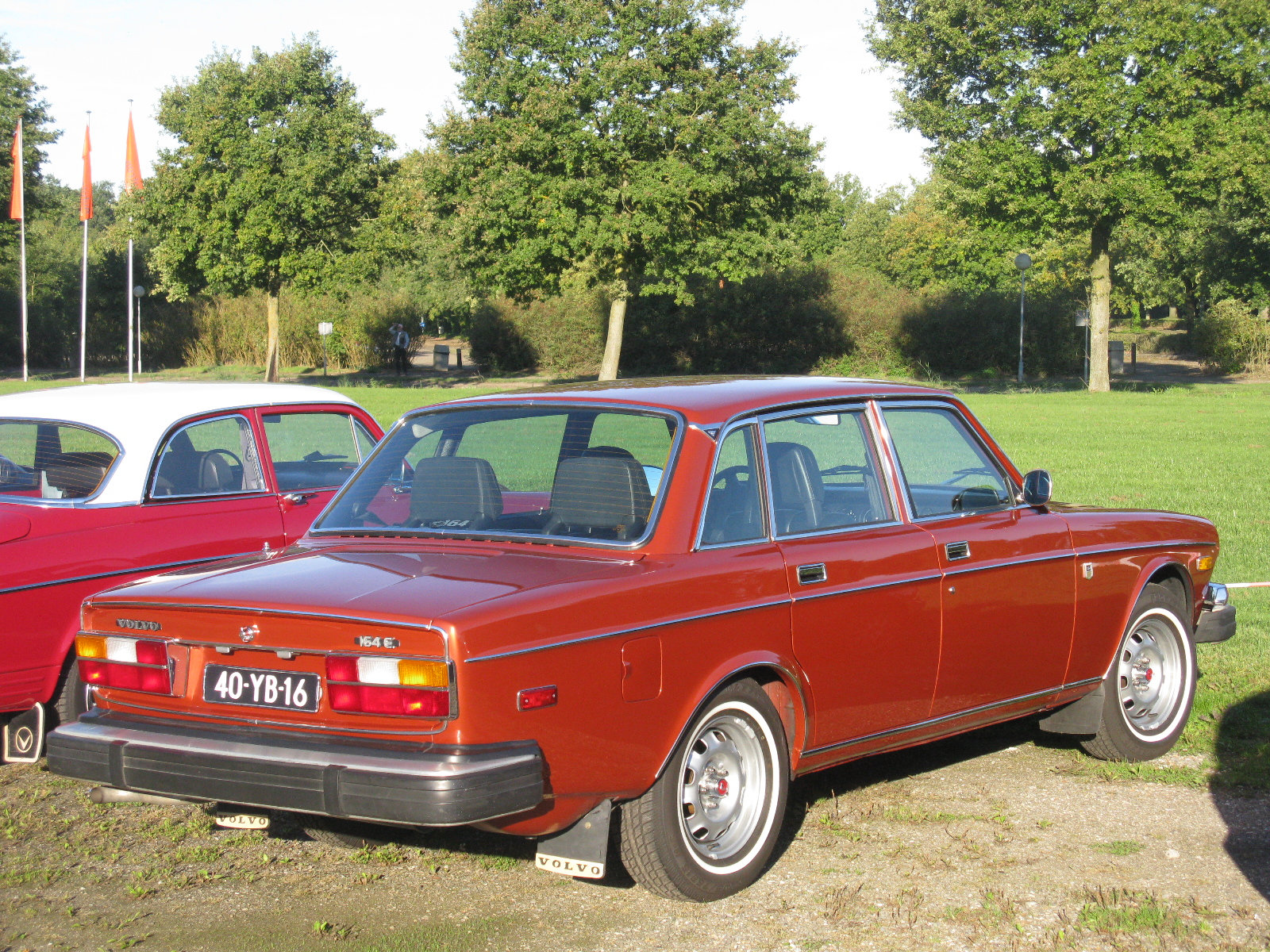
Volvo 164E

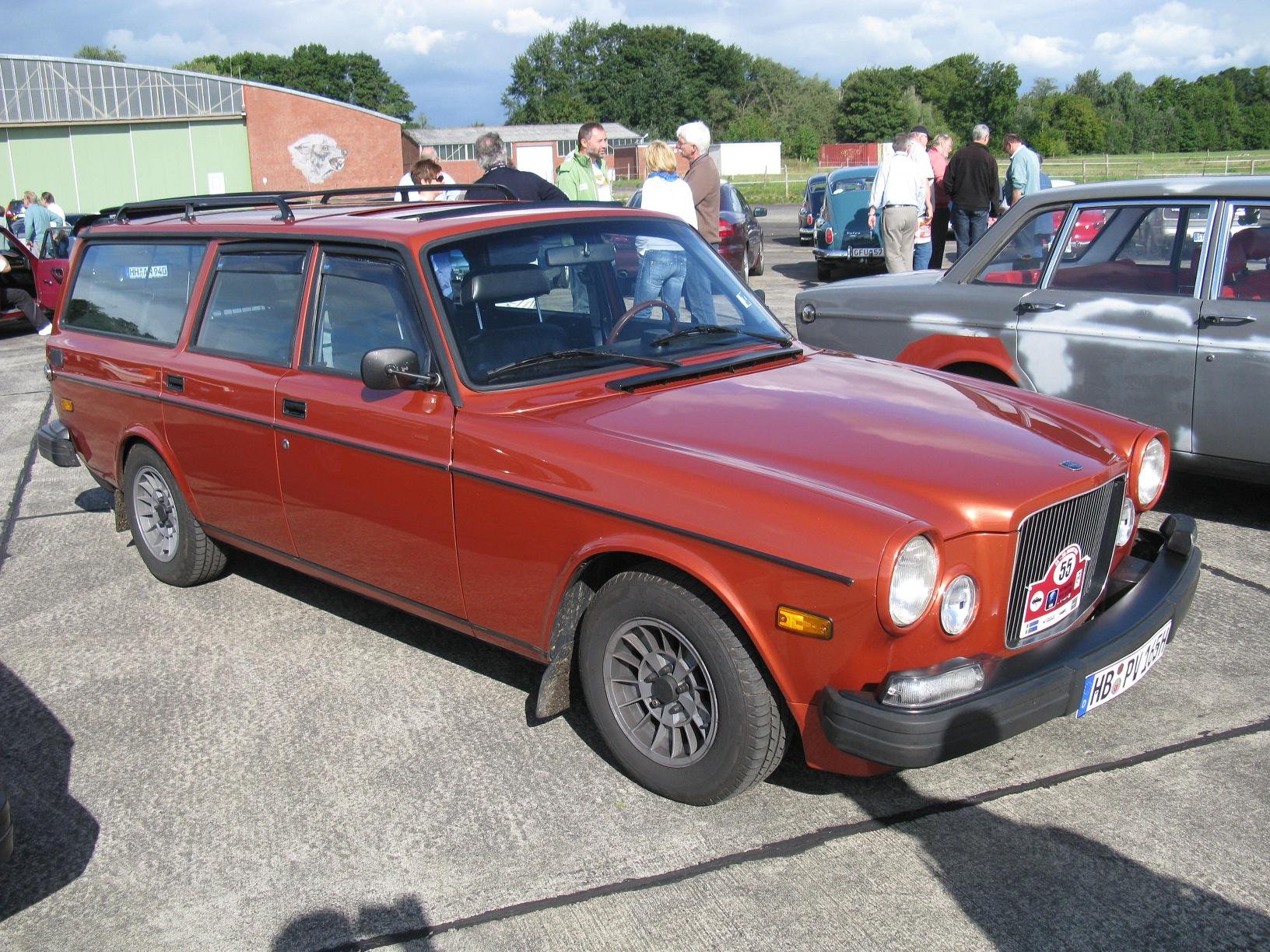
Volvo 165

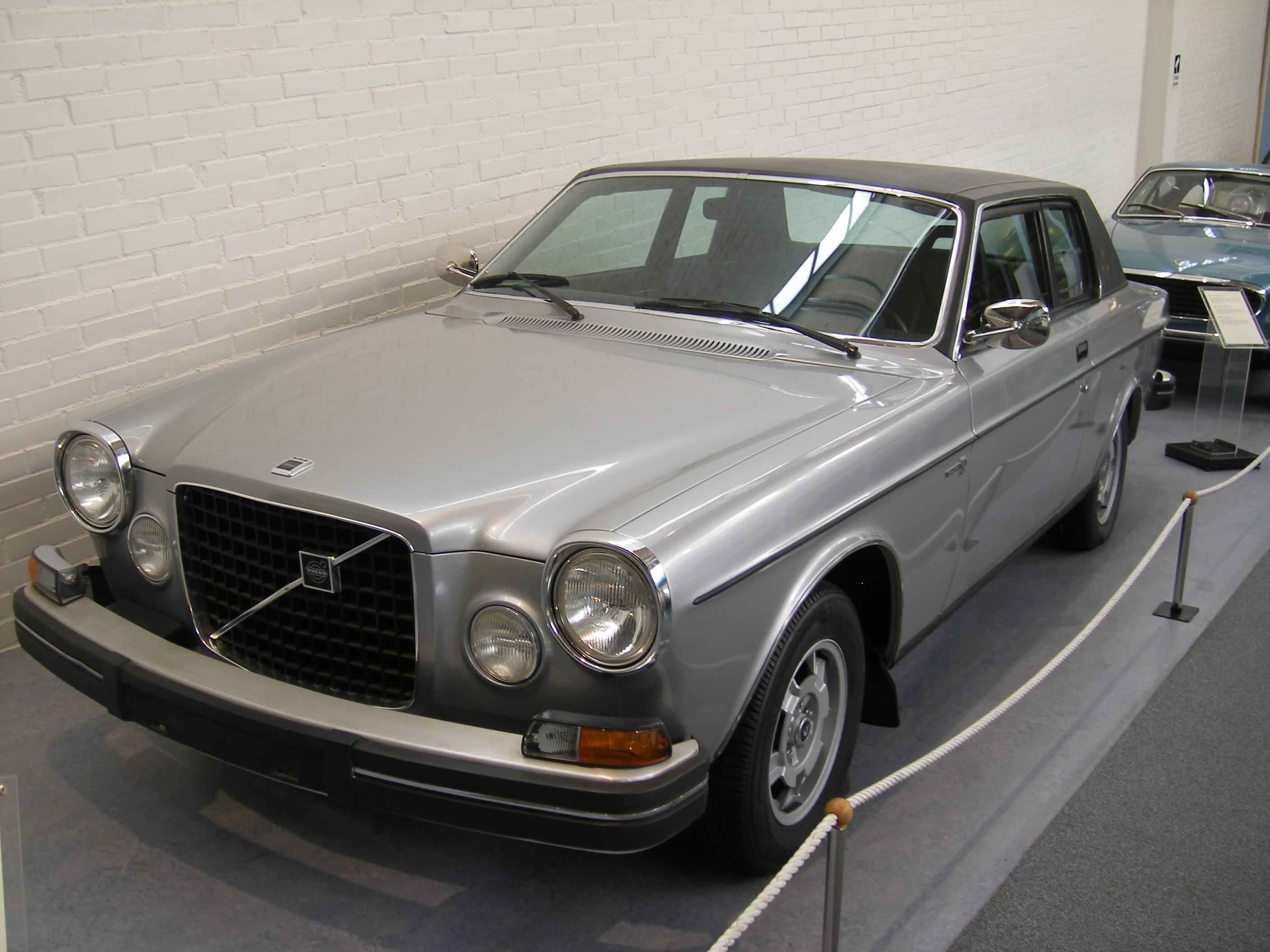
Volvo 162

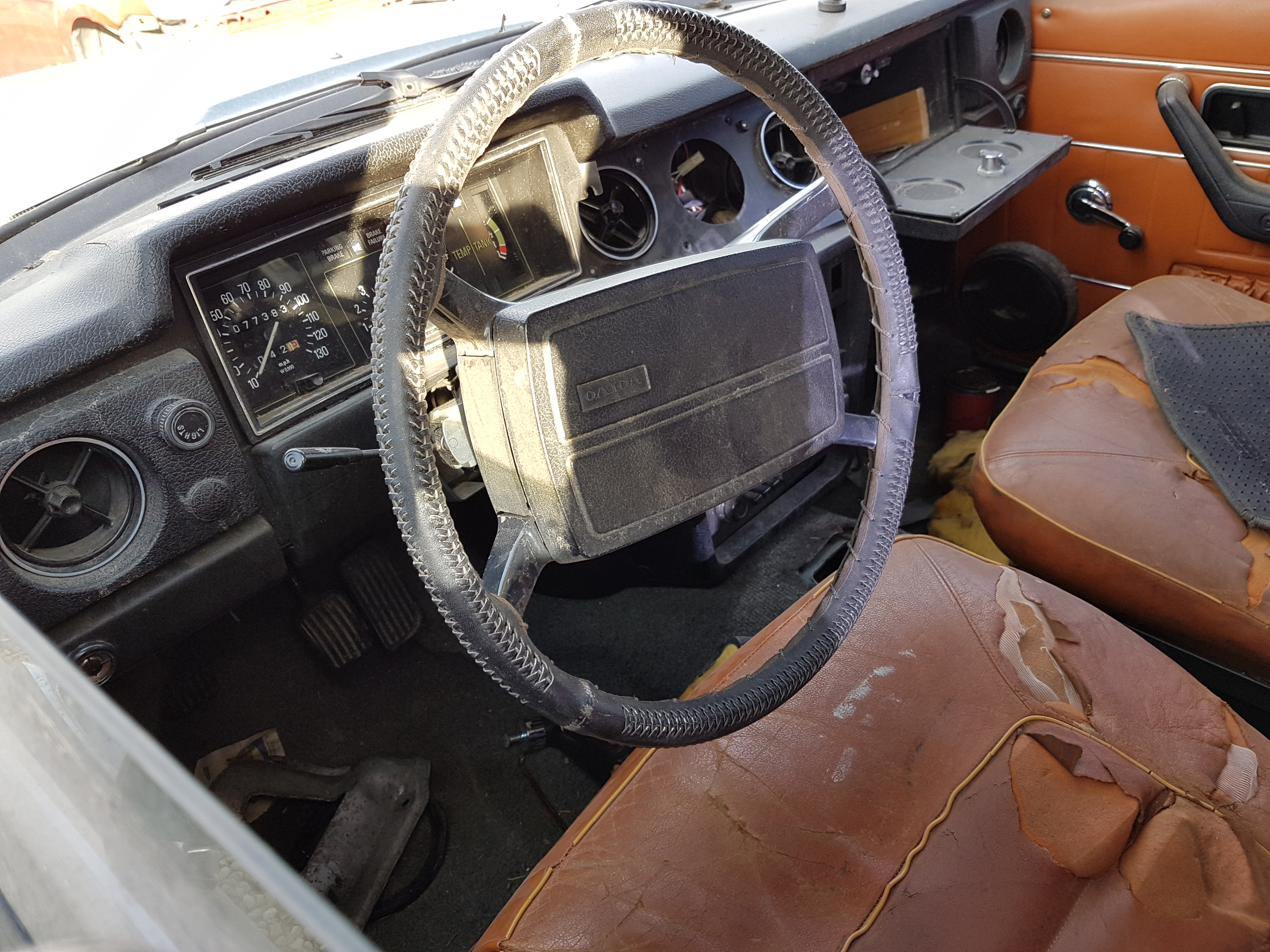

Volvo 164 — моделі автомобілів шведського автовиробника Volvo, які виготовлялись в період з серпня 1968 року по квітень 1975 року і розійшлися тиражем в кількості в 153179 одиниць.
З даною моделлю компанія Volvo додала до своєї програми розкішні седани, після припинення виробництва шестициліндрових автомобілів в 1958 році. У порівнянні з Volvo P144 Volvo 164 мала довшу колісну базу і незвичну передню частину. Додатковий простір стосувався тільки моторного відсіку, а не пасажирського салону. Автомобіль комплектувався рядним шестициліндровими двигуном об'ємом 3,0-літра.
Першим двигуном для Volvo 164 був карбюраторний двигун B30A потужністю 130 к.с. (96 кВт). В 1972 модельному році дебютувала 164E з інжекторним двигуном B30E. На додаток до цих двох основних варіантів двигунів, була третя дуже рідкісна карбюраторна версія, яка є похідною від Volvo Penta-Marineversion. Інжекторний двигун мав систему живлення D-Jetronic від Bosch і розвивав потужність 160 к.с. (118 кВт). З допомогою цього двигуна автомобіль розганявся від 0 до 100 км/год за 8,7 секунди і розвивав максимальну швидкість 193 км/год. Для ринку США, були також дефорсовані версії з каталізатором потужністю 145 к.с. (107 кВт). Цей інжекторний двигун був відомий як B30F.
Volvo 164 оснащалися розширеним набором стандартного устаткування, порівняно з Volvo P144.
Наступником Volvo 164 стала модель Volvo 260.

## Двигуни
- 3.0L B30A І6 130 к.с. 206 Нм
- 3.0L B30E І6 160 к.с. 231 Нм
- 3.0L B30F І6 145 к.с. 216 Нм (для США)